# Casa Raiuno
Casa Raiuno è stato un programma televisivo italiano di genere varietà, andato in onda su Raiuno dal 16 settembre 2002 al 28 maggio 2004, condotto da Massimo Giletti, Antonella Mosetti (poi Caterina Balivo) e Cristiano Malgioglio. Nella prima stagione Antonella Mosetti è stata la protagonista femminile, poi sostituita dalla Balivo. La regia era affidata a Luigi Martelli, mentre la coreografia a Marcello Sindici, per nove mesi. Nella stagione 2003-2004 Manuela Villa lascia la trasmissione per sopravvenuta maternità, venendo sostituita da Ilaria Della Bidia.